# Centropyge bicolor
Centropyge bicolor és una espècie de peix marí de la família Pomacanthidae. Habiten a l'oceà Pacífic, des d'Àfrica oriental a les illes de Samoa i illa Phoenix, al Japó i al sud de Nova Caledònia, a Micronèsia.

## Sinònims
- Chaetodon bicolor (Bloch, 1787)

Té una longitud màxima de 15 cm, es troben al costat dels esculls de corall a una profunditat d'1 a 25 m; s'alimenta de petits crustacis, algues i cucs. Van en parella o en petits grups. El cap i la meitat del tronc anterior és de color groguenc, amb una taca blava al voltant dels ulls, la meitat posterior del tronc és blava, l'aleta caudal és groguenca. Té el cos aplanat.